# Rząd Ingridy Šimonytė
Rząd Ingridy Šimonytė – osiemnasty rząd Republiki Litewskiej od ogłoszenia niepodległości w 1990, działający od 11 grudnia 2020 do 12 grudnia 2024. Zastąpił gabinet Sauliusa Skvernelisa.
Gabinet powstał po wyborach parlamentarnych z 11 i 25 października 2020, wygranych przez ugrupowanie Związek Ojczyzny – Litewscy Chrześcijańscy Demokraci (TS-LKD). Wkrótce po zakończeniu drugiej tury wyborów TS-LKD oraz dwie partie liberalne: Ruch Liberalny Republiki Litewskiej (LRLS) i Partia Wolności (LP), które uzyskały większość mandatów w Sejmie, zapowiedziały rozmowy koalicyjne celem powołania nowego gabinetu z Ingridą Šimonytė na czele.
19 listopada 2020 prezydent Gitanas Nausėda przedstawił Sejmowi jej kandydaturę na premiera. Litewski parlament, większością 62 głosów, zatwierdził ją 24 listopada 2020. Następnego dnia prezydent powołał ją na to stanowisko, wyznaczając 15 dni na sformowanie rządu. 4 grudnia Gitanas Nausėda ostatecznie zaaprobował zaproponowanych kandydatów na ministrów, a Ingrida Šimonytė upubliczniła program jej gabinetu. TS-LKD rekomendował premiera i 9 ministrów, LP wystawiła 3 ministrów, a LRLS otrzymał dwa stanowiska ministerialne oraz stanowisko przewodniczącego Sejmu.
Gabinet rozpoczął urzędowanie 11 grudnia 2020 po zatwierdzeniu programu rządowego przez parlament (78 głosów za, przy 30 przeciw i 20 wstrzymujących się) oraz po zaprzysiężeniu członków rządu. W sierpniu 2024 przeprowadzono rekonstrukcję gabinetu (związaną z koniecznością dymisji rządu po wyborach prezydenckich).
Rząd zakończył działalność 12 grudnia 2024, gdy po kolejnych wyborach parlamentarnych powstał gabinet Gintautasa Paluckasa.

## Skład rządu
| Funkcja                           | Minister                       | Partia         | Okres urzędowania | Okres urzędowania |
| Funkcja                           | Minister                       | Partia         | od                | do                |
| --------------------------------- | ------------------------------ | -------------- | ----------------- | ----------------- |
| premier                           | Ingrida Šimonytė               | bezp. (TS-LKD) | 11 grudnia 2020   | 12 grudnia 2024   |
| minister finansów                 | Gintarė Skaistė                | TS-LKD         | 11 grudnia 2020   | 12 grudnia 2024   |
| minister obrony narodowej         | Arvydas Anušauskas             | TS-LKD         | 11 grudnia 2020   | 25 marca 2024     |
| minister obrony narodowej         | Laurynas Kasčiūnas             | TS-LKD         | 26 marca 2024     | 12 grudnia 2024   |
| minister spraw zagranicznych      | Gabrielius Landsbergis         | TS-LKD         | 11 grudnia 2020   | 12 grudnia 2024   |
| minister energetyki               | Dainius Kreivys                | TS-LKD         | 11 grudnia 2020   | 12 grudnia 2024   |
| minister środowiska               | Simonas Gentvilas              | LRLS           | 11 grudnia 2020   | 12 grudnia 2024   |
| minister komunikacji              | Marius Skuodis                 | bezp. (LP)     | 11 grudnia 2020   | 12 grudnia 2024   |
| minister zdrowia                  | Arūnas Dulkys                  | bezp. (TS-LKD) | 11 grudnia 2020   | 5 sierpnia 2024   |
| minister zdrowia                  | Aurimas Pečkauskas             | bezp. (TS-LKD) | 13 sierpnia 2024  | 12 grudnia 2024   |
| minister rolnictwa                | Kęstutis Navickas              | bezp. (TS-LKD) | 11 grudnia 2020   | 5 sierpnia 2024   |
| minister rolnictwa                | Kazys Starkevičius             | TS-LKD         | 13 sierpnia 2024  | 12 grudnia 2024   |
| minister kultury                  | Simonas Kairys                 | LRLS           | 11 grudnia 2020   | 12 grudnia 2024   |
| minister sprawiedliwości          | Ewelina Dobrowolska            | LP             | 11 grudnia 2020   | 12 grudnia 2024   |
| minister spraw wewnętrznych       | Agnė Bilotaitė                 | TS-LKD         | 11 grudnia 2020   | 12 grudnia 2024   |
| minister edukacji, nauki i sportu | Jurgita Šiugždinienė           | TS-LKD         | 11 grudnia 2020   | 23 maja 2023      |
| minister edukacji, nauki i sportu | Gintautas Jakštas              | bezp. (TS-LKD) | 4 lipca 2023      | 10 kwietnia 2024  |
| minister edukacji, nauki i sportu | Radvilė Morkūnaitė-Mikulėnienė | TS-LKD         | 27 czerwca 2024   | 14 listopada 2024 |
| minister gospodarki i innowacji   | Aušrinė Armonaitė              | LP             | 11 grudnia 2020   | 12 grudnia 2024   |
| minister pracy i opieki socjalnej | Monika Navickienė              | TS-LKD         | 11 grudnia 2020   | 13 czerwca 2024   |
| minister pracy i opieki socjalnej | Vytautas Šilinskas             | bezp. (TS-LKD) | 27 czerwca 2024   | 12 grudnia 2024   |